# موزس گان
موزز گان (انگلیسی: Moses Gunn؛ ۲ اکتبر ۱۹۲۹ – ۱۶ دسامبر ۱۹۹۳) یک هنرپیشه اهل ایالات متحده آمریکا بود.
از فیلم‌ها یا برنامه‌های تلویزیونی که وی در آن نقش داشته است می‌توان به رگتایم، رولربال و الماس داغ اشاره کرد.